# Prionus pocularis
Prionus pocularis är en skalbaggsart som beskrevs av Johan Wilhelm Dalman 1817. Prionus pocularis ingår i släktet Prionus och familjen långhorningar. Inga underarter finns listade i Catalogue of Life.